# Ron Wilson (baterista)
Ronald Lee "Ron" Wilson (26 de junho de 1944[carece de fontes?]– 12 de maio de 1989) foi um músico norte-americano mais conhecido como um integrante original e baterista do The Surfaris, um grupo do início da surf music da década de 1960. O solo energético de bateria de Wilson em "Wipe Out" (2º lugar nos EUA e 5º lugar no Reino Unido) fez dessa a mais lembrada faixa instrumental do período.

## Biografia
O riff de bateria de Ron Wilson em "Wipe Out" foi tão marcante que "a referência para todo jovem aspirante a baterista no início dos anos 60 foi a de ser capaz de tocar um solo de bateria chamado de 'Wipe Out'." Wilson tocou bateria para uma banda de escola de ensino médio na Charter Oak Lancers, em Covina, na Califórnia , em 1962. Os seus pais levavam-nos para as apresentações porque nenhum deles tinha idade suficiente para dirigir. Os integrantes foram inspirados pelo guitarrista Dick Dale, mas foi o baterista que inspirou o seu maior hit. Wilson disse que havia sonhado com um surfista e, com os outros, escreveu uma canção chamada "Surfer Joe", cantada por Wilson. Ela foi gravada em Pal Studios, em Cucamonga, Califórnia, em janeiro de 1963.
A banda precisava de um lado B, e Wilson executou um exercício de prática de baterista chamado de paradiddle. Wilson acrescentou ênfases para o que havia sido um ritmo que ele tocava na banda marcial de sua escola, e os guitarristas seguiram. De acordo com o integrante da banda Bob Berryhill, "Ronnie amava marchas escocesas e tocava na banda marcial da nossa escola. Isso entrou em cena juntamente com a minha sugestão de pausas de bongo de tipo rock para um arranjo, um tipo de música de solo de bateria com uma melodia simples de guitarra. Ronnie começou a tocar o famoso solo Wipe Out e em cerca de dez minutos nós montamos a música juntos."
A banda saiu em turnê em várias formações por muitos anos e, às vezes, convidava pessoas do público para tentarem executar o riff de bateria de Wilson enquanto os guitarristas tocavam a melodia.
Durante o final da década de 1970 e início da década de 1980, Wilson foi o baterista da banda de Monica Dupont, a qual incluía Mel Marrom, Johnny Heartsman, Bobby Forte'. E de tempos em tempos para Bard Dupont. Eles gravaram Honky Tonk ao vivo no Stony Inn, em Sacramento, Califórnia.
Wilson morreu de um aneurisma cerebral em 12 de maio de 1989.